# José Toral y Velázquez
José Toral y Velázquez (18 tháng 8 năm 1832 – 10 tháng 7 năm 1904) là một Thiếu tướng quân đội Tây Ban Nha, chỉ huy Sư đoàn thuộc Quân đoàn IV đóng ở Cuba trong chiến tranh Tây Ban Nha-Mỹ. Ông đã đầu hàng và giao lại thành phố Santiago de Cuba vào ngày 17 tháng 7 năm 1898, sau trận Bao vây Santiago.

## Thời thơ ấu và sự nghiệp
Toral sinh ngày 18 tháng 8 năm 1832, tại thành phố tây nam Tây Ban Nha Mazarrón. Tại thời điểm đó, vùng này trải qua sự bùng nổ công nghiệp khai khoáng, nhưng gia đình Toral có một truyền thống lâu dài phục vụ trong quân ngũ. Ông theo học Academia General Militar khi 10 tuổi, và phục vụ trong khâu điều hành quân đội Tây Ban Nha. Ông tham gia các chức vụ thực tế từ thập niên 1840 đến thập niên 1870, đóng ở các tiền đồn trong cũng như ở thuộc địa trong suốt các cuộc nổi loạn. Ông được thăng làm chuẩn tướng vào năm 1889. Năm 1895, ông được chỉ định làm chỉ huy quân khu Madrid, có nhiệm vụ đảm bảo an ninh cho các tòa nhà chính phủ và cơ quan cũng như chức năng nghi lễ quân đội.
Vào cuối năm 1895, Toral tình nguyện phục vụ tại Cuba. Ông được bổ nhiệm làm chỉ huy quân đội Tây Ban Nha tại tiền đồn Guantánamo, nơi ông tham gia vào chiến tranh giành Độc lập Cuba. Khi chiến tranh Tây Ban Nha-Hoa Kỳ nổ ra vào tháng 4 năm 1898, Trung tướng Arsenio Linares y Pombo chỉ định Toral đóng tại tiền đồn Santiago de Cuba. Linares yêu cầu thiết lập phòng thủ tại thành phố này, và bổ nhiệm Toral nằm dưới quyền ông. Sau đó Toral được giao chỉ huy một trong 2 sư đoàn tạo thành đơn vị Quân đoàn IV chỉ huy bởi Linares có nhiệm vụ phòng thủ Santiago de Cuba.

### Trận đánh và đầu hàng tại Santiago de Cuba
Ngày 1 tháng 7 năm 1898, Linares bị thương trong Trận đồi San Juan. Toral được phong làm chỉ huy tạm quyền của Quân đoàn IV. Toral được thừa hưởng lực lượng phòng thủ ít ỏi: chỉ hơn 6,000 lính dưới quyền ông, Linares đã cử 500 lính canh giữ điểm cao El Caney và hơn 1,000 lính canh giữ lối vào cảng. Và chỉ có 1,200 của 4,000 lính còn lại được cử đến Đồi San Juan — yếu điểm để bảo vệ thành phố. Sau thất bại tại San Juan, phần lớn lực lượng phòng thủ rút về nội thành. Hải quân Hoa Kỳ cắt đứt cáp điện báo dẫn đến Guantánamo vào ngày 7 tháng 6, Nên khi Toral gửi yêu cầu cho Chuẩn tướng Félix Pareja Mesa tăng viện, Mesa đã không bao giờ nhận được yêu cầu.
Sáng sớm ngày 3 tháng 7, U.S. Thiếu tướng William Rufus Shafter yêu cầu Toral đầu hàng. Toral bác bỏ yêu cầu. Vài giờ sau đó, Đề Đốc Pascual Cervera y Topete chỉ huy Hải đội Đại Tây Dương cố gắng rời khỏi cảng Santiago de Cuba và sau đó bị tiêu diệt bởi Phi đội Bắc Đại Tây Dương của Hải quân Hoa Kỳ chỉ huy bởi Đại tá Hải quân Winfield Scott Schley. Shafter liên lạc lai với Toral vào cuối ngày 3 tháng 7, và yêu cầu đầu hàng lần thứ hai. Shafter cảnh báo ông rằng thành phố sẽ bị pháo kích vào ngày 5 tháng 7 nếu không đầu hàng. Toral tiếp tục đàm phán nhằm kéo dài thời gian. Ngày 8 tháng 7, Toral chấp nhận đầu hàng — với điều kiện ông được rút binh lính và vũ khí khỏi thị trấn Holguín. Shafter và Quân đoàn V của ông đang bị tiêu hao bởi bệnh tật và chống chọi với cái nóng cực độ, sự thiếu vệ sinh, tiếp vận kém và thiếu chỗ ở, muốn đồng ý với yêu cầu. Nhưng Tổng thống William McKinley sau khi xem xét tình hình đã yêu cầu đầu hàng vô điều kiện.

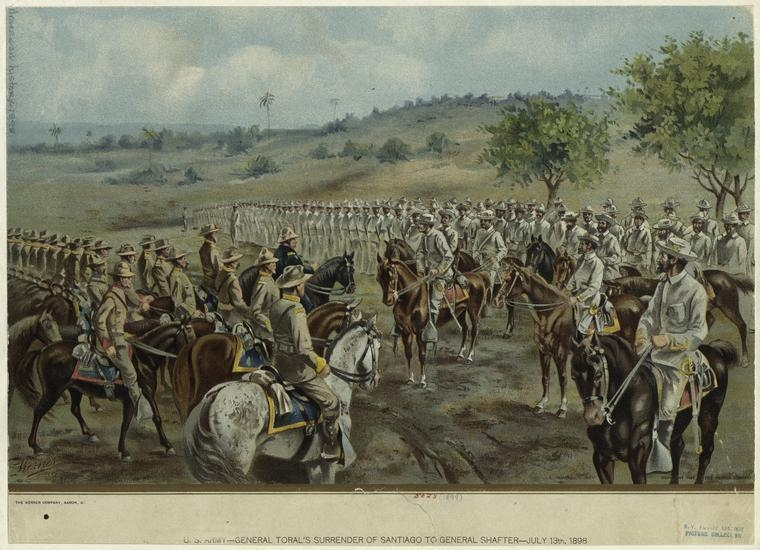
Tướng Velázquez đầu hàng tại tại Santiago de Cuba, 17 tháng 7 năm 1898

Shafter cảnh báo Toral việc pháo kích thành phố Santiago de Cuba sẽ diễn ra vào ngày 10 tháng 7 trừ khi ông ta đầu hàng, và Toral lại khước từ yêu cầu một lần nữa. Hải quân và Lục quân Hoa Kỳ bắt đầu pháo kích thành phố lúc 4:00 giờ chiều ngày 10 tháng 7, và chấm dứt vào 1:00 giờ chiều ngày 11 tháng 7. Toral giữ vững trận địa và tiếp tục đàm phán. Shafterd đưa ra đề nghị tất cả tù nhân chiến tranh Tây Ban Nha sẽ được trở về nước bằng chi phí của Hoa Kỳ tài trợ và cho phép Toral sơ tán lực lượng và vũ khí của mình nếu ông chấp nhận đầu hàng. Trong khi đó, Tướng Ramón Blanco y Erenas, chỉ huy tối cao của lực lượng Tây Ban Nha tại, gây áp lực lên Toral để ông đầu hàng và tránh cho thành phố bị pháo kích. Chính phủ Tây Ban Nha tại Madrid cũng gây áp lực để Toral đầu hàng. Toral bị buộc phải tuân theo. Nhưng người Mỹ cắt cắt nguồn nước của thành phố và tình hình cho dân thường càng bi đát hơn.
Tướng Toral đầu hàng vô điều kiện cùng với những lính dưới quyền tại Santiago de Cuba, 12,000 lính tại Guantánamo, và sáu đơn vị đồn trú nhỏ khác khắp Cuba vào ngày 17 tháng 7 năm 1898. Sự kiện đầu hàng đã chấm dứt các cuộc đụng độ trên bộ tai Cuba. Khi đề cập đến tên tuổi của ông sau chiến tranh, Toral đã yêu cầu thành công từ "đầu hàng có điều kiện" hơn là "đầu hàng" phải được sử dụng ở tất cả sử liệu, và binh lính dưới quyền được giữ lại vũ khí.

## Cuộc sống sau chiến tranh
Ngày 22 tháng 7, chính phủ Tây Ban Nha yêu cầu các điều khoản hòa bình từ Hoa Kỳ. Tây Ban Nha và Hoa Kỳ ký một hiệp định đình chiến mang tên "Lộ trình Hòa Bình", ngày 12 tháng 8.
Toral khởi hành về Tây Ban Nha ngày 15 tháng 8 năm 1898, bằng điều khoản ký trong Lộ trình Hòa Bình. Tuy nhiên người Tây Ban Nha lại quy sự sụp đổ của quân đội Tây Ban Nha tại Cuba cho ông và sự trở về của ông vấp phải sự chống đối của công chúng qua các cuộc tuần hành. Một vài cuộc trong đó trở nên bạo lực. Tại thành phố Vigo, đám đông đã ném đá vào ông. Toral bị tòa án binh truy tố vì đầu hàng tại Santiago de Cuba. Ông được Julián Suárez Inclán bảo vệ, và miễn tội vào ngày 9 tháng 8 năm 1899.
Sự tấn công của công luận vẫn tiếp tục xảy ra cho đến cuối đời ông. Ông trở nên trầm cảm, và dần hóa điên. Một vài tháng trước khi mất, ông nhập viện tâm thần tại Carabanchel, ngoại ô Madrid. Ông mất ngày 10 tháng 7 năm 1904.